# شولاق‌شالقار
شولاق‌شالقار (به قزاقی: Sholakshalkar) یک دریاچه در قزاقستان است که در بلندی‌های قزاق واقع شده‌است.